# 제2차 마쓰카타 내각
제2차 마쓰카타 내각(일본어: 第2次松方内閣)은 전 대장대신 마쓰카타 마사요시가 제6대 내각총리대신으로 임명되어, 1896년 9월 18일부터 1898년 1월 12일까지 존재한 일본의 내각이다.

## 재직 기간
- 1896년(메이지 29년) 9월 18일 ~ 1898년(메이지 31년) 1월 12일
- 재직 일수 : 482일

## 개요
1896년(메이지 29년) 9월 10일에 마쓰카타 마사요시에게 대명이 내려지지만 이전 제1차 마쓰카타 내각 때 제국의회에 대한 대책이 실패하였기 때문에 조각이 순조롭지 못하였다. 미쓰비시 재벌의 이와사키 야노스케는 마쓰카타 마사요시에게 오쿠마 시게노부의 진보당과의 제휴를 제안하였다. 하지만 초연주의자인 전 내각총리대신 야마가타 아리토모를 비롯하여 마쓰카타 마사요시 자신이 이끄는 사쓰마 벌에서도 반대론이 나왔다. 마쓰카타 마사요시는 오쿠마 시게노부의 외무대신 입각 이외에는 진보당의 입각을 인정하지는 않았지만 내각서기관장·법제국장관, 당시 칙임관이었던 참사관의 일부를 진보당계에서 배출하는 것으로 합의에 이르렀다. 그 결과 오자키 유키오가 외무성 참사관에 임명되는 등 정당에서의 참사관 기용이 실현되었지만 반대로 제2차 야마가타 내각에서의 문관임용령 개정의 원인이 됐다. 이로 인하여 이 내각을 마쓰카타와 오쿠마의 이름을 따와 ‘쇼와이 내각’(松隈内閣)이라고도 호칭한다. 제국의회가 개설된지 6년 만에 정당 내각은 아니지만 정당의 본격적인 정권 참여가 실현됐다.
마쓰카타와 오쿠마 그리고 조각의 공로로 일본 은행 총재로 발탁된 이와사키의 손에 의하여 오쿠마 재정·마쓰카타 재정의 비원이면서도 이루지 못한 금 본위제의 확립이 1897년(메이지 30년) 3월 26일에 화폐법이 공포되면서 실현됐다(같은 해 10월 1일 시행). 그리고 진보당이 요구하였던 신문지조례가 개정되면서 언론통제가 일부 완화됐다.
하지만 마쓰카타와 진보당이 희망하던 양대 과제가 해결되면서 본래 오쿠마와의 제휴에 불만이 있던 사쓰마 벌계 각료와 진보당 측의 대립이 격화됐다. 더욱이 마쓰카타가 재정난의 해결을 위해 지조개정 반대잇키 이래 일종의 금기로 되어 있었던 ‘지조 증징’을 제안하자 진보당 내에서 내각 전복의 기운이 생겼다. 그 결과 1897년(메이지 30년) 10월 31일에 진보당은 사실상 야당이 되어 직후에 오쿠마와 진보당계의 참사관은 사임하였다. 같은 해 12월 25일에 중의원에서 내각불신임안이 상정되어 통과가 확실시되자 마쓰카타는 곧바로 중의원 해산을 단행하였다(제5회 중의원 의원 총선거). 그러나 선거 후 정권 운영의 방책을 전혀 찾지 못한 마쓰카타는 그 날 사표를 제출하였다. 중의원을 해산하고 그대로 내각 총사퇴한 예는 일본 제국 헌법과 일본국 헌법을 통틀어 이 때 뿐이었다.

## 인사

### 국무대신
| 출신번벌 : 공가 사쓰마번 조슈번 도사번 비젠 번 기타 번 막신 |

| 직책         | 대수 | 성명                | 성명 | 출신                                          | 취임일          | 퇴임일          | 비고                                                                   |
| ------------ | ---- | ------------------- | ---- | --------------------------------------------- | --------------- | --------------- | ---------------------------------------------------------------------- |
| 내각총리대신 | 6    | 마쓰카타 마사요시   |      | 사쓰마번 백작                                 | 1896년 9월 18일 | 1898년 1월 12일 | 내각총리·대장대신 겸임                                                 |
| 외무대신     | 9    | 사이온지 긴모치     |      | 공가 귀족원 후작                              | 1896년 9월 18일 | 1896년 9월 22일 | 1896년 9월 22일까지 외무·문부대신 겸임                                 |
| 외무대신     | 10   | 오쿠마 시게노부     |      | 비젠 번 진보당 백작                           | 1896년 9월 22일 | 1897년 11월 6일 | 1897년 3월 29일부터 외무·농상무대신 겸임 진보당의 정권이탈로 사임      |
| 외무대신     | 11   | 니시 도쿠지로       |      | 사쓰마 번 남작                                | 1897년 11월 6일 | 1898년 1월 12일 |                                                                        |
| 내무대신     | 14   | 이타가키 다이스케   |      | 도사번 자유당총리 백작                        | 1896년 9월 18일 | 1896년 9월 20일 |                                                                        |
| 내무대신     | 15   | 가바야마 스케노리   |      | 사쓰마 번 백작                                | 1896년 9월 20일 | 1898년 1월 12일 |                                                                        |
| 대장대신     | 8    | 마쓰카타 마사요시   |      | 사쓰마 번 백작                                | 1896년 9월 18일 | 1898년 1월 12일 | 내각총리·대장대신 겸임                                                 |
| 육군대신     | 7    | 오야마 이와오       |      | 사쓰마 번 백작 육군중장                       | 1896년 9월 18일 | 1896년 9월 20일 |                                                                        |
| 육군대신     | 8    | 다카시마 도모노스케 |      | 사쓰마 번 자작                                | 1896년 9월 20일 | 1898년 1월 12일 | 1897년 9월 2일까지 육군·척식무대신 겸임                                |
| 해군대신     | 8    | 사이고 주도         |      | 사쓰마 번 국민협회회두 백작 해군대장 육군중장 | 1896년 9월 18일 | 1898년 1월 12일 |                                                                        |
| 사법대신     | 9    | 요시카와 아키마사   |      | 도쿠시마번 자작                               | 1896년 9월 18일 | 1896년 9월 26일 |                                                                        |
| 사법대신     | 10   | 기요우라 게이고     |      | 히고 번 귀족원 연구회 백작                    | 1896년 9월 26일 | 1898년 1월 12일 |                                                                        |
| 문부대신     | 11   | 사이온지 긴모치     |      | 공가 귀족원 후작                              | 1896년 9월 18일 | 1896년 9월 28일 | 1896년 9월 22일까지 외무·문부대신 겸임                                 |
| 문부대신     | 12   | 하치스카 모치아키   |      | 도쿠시마 번 귀족원 공작                       | 1896년 9월 28일 | 1897년 11월 6일 | 1896년 10월 3일까지 귀족원의장 겸임                                    |
| 문부대신     | 13   | 하마오 아라타       |      | 도요오카 번 귀족원                            | 1897년 11월 6일 | 1898년 1월 12일 |                                                                        |
| 농상무대신   | 10   | 에노모토 다케아키   |      | 막신 자작 해군중장                            | 1896년 9월 18일 | 1897년 3월 29일 |                                                                        |
| 농상무대신   | 11   | 오쿠마 시게노부     |      | 비젠 번 진보당 백작                           | 1897년 3월 29일 | 1897년 11월 6일 | 1897년 3월 29일부터 외무·농상무대신 겸임 진보당의 정권이탈로 사임      |
| 농상무대신   | 12   | 야마다 노부미치     |      | 히고 번 남작                                  | 1897년 11월 8일 | 1898년 1월 12일 |                                                                        |
| 체신대신     | 9    | 시라네 센이치       |      | 조슈 번                                       | 1896년 9월 18일 | 1896년 9월 26일 |                                                                        |
| 체신대신     | 10   | 노무라 야스시       |      | 조슈 번 자작                                  | 1896년 9월 26일 | 1898년 1월 12일 |                                                                        |
| 척식무대신   | 2    | 다카시마 도모노스케 |      | 사쓰마 번 자작                                | 1896년 9월 18일 | 1897년 9월 2일  | 1897년 9월 2일에 척식무성 폐지 1897년 9월 2일까지 육군·척식무대신 겸임 |
| 반열         | -    | 구로다 기요타카     |      | 사쓰마 번 백작 육군중장                       | 1896년 9월 18일 | 1898년 1월 12일 |                                                                        |

## 기타
| 출신번벌 : 기타 번 막신 |

| 직책         | 대수 | 성명              | 성명 | 출신        | 취임일           | 퇴임일           | 비고                     |
| ------------ | ---- | ----------------- | ---- | ----------- | ---------------- | ---------------- | ------------------------ |
| 내각서기관장 | 6    | 다카하시 겐조     |      | 소가노 번   | 1896년 9월 20일  | 1897년 10월 8일  | 진보당의 정권이탈로 사임 |
| 내각서기관장 | 7    | 히라야마 나리노부 |      | 막신 귀족원 | 1897년 10월 8일  | 1898년 1월 12일  |                          |
| 법제국장관   | 5    | 고무치 도모쓰네   |      |             | 1896년 9월 29일  | 1897년 10월 28일 |                          |
| 법제국장관   | 6    | 우메 겐지로       |      | 마쓰에번    | 1897년 10월 28일 | 1898년 1월 12일  | 내각은급국장 겸임        |